# Южноамериканска гърмяща змия
Южноамериканската гърмяща змия (Crotalus durissus) е вид змия от семейство Отровници (Viperidae). Видът не е застрашен от изчезване.

## Разпространение и местообитание
Разпространен е в Аржентина, Боливия, Бразилия, Венецуела, Колумбия, Парагвай, Перу и Уругвай.
Обитава гористи местности, пустинни области, места със суха почва, ливади, храсталаци, савани, степи, крайбрежия и плажове в райони с тропически климат.

## Описание
Продължителността им на живот е около 19,8 години.